# Scelotes gronovii
Scelotes gronovii är en ödleart som beskrevs av  Daudin 1802. Scelotes gronovii ingår i släktet Scelotes och familjen skinkar. IUCN kategoriserar arten globalt som nära hotad. Inga underarter finns listade i Catalogue of Life.